# Pöschwitz
Pöschwitz ist ein Ortsteil von Gerstenberg im Landkreis Altenburger Land in Thüringen.

## Lage
Pöschwitz liegt südöstlich des Kammerforstes und westlich der Talsperre Windischleuba. An der gemeinsamen Gemarkung mit Gerstenberg führen östlich die Bundesstraßen 7 und 93 vorüber. Die Stadt Altenburg liegt südlich. Mitten im überlössten Hügelland von Altenburg befinden sich Gerstenberg und Pöschwitz.

## Geschichte
Am 24. September 1227 wurde das Dorf erstmals urkundlich erwähnt.
Eine Befestigung im Ort wurde bereits 1181 und 1214 genannt. Im Ort befindet sich ein Rittergut mit Herrenhaus und Nebengebäuden aus der Zeit um 1227, erbaut als Wasserburg von Marquardus de Besvviz. Es wurde 1580 grundlegend erneuert und erweitert und ist heute das größte Gut im Ort. 
Pöschwitz gehörte zum wettinischen Amt Altenburg, welches ab dem 16. Jahrhundert aufgrund mehrerer Teilungen im Lauf seines Bestehens unter der Hoheit folgender Ernestinischer Herzogtümer stand: Herzogtum Sachsen (1554 bis 1572), Herzogtum Sachsen-Weimar (1572 bis 1603), Herzogtum Sachsen-Altenburg (1603 bis 1672), Herzogtum Sachsen-Gotha-Altenburg (1672 bis 1826). Bei der Neuordnung der Ernestinischen Herzogtümer im Jahr 1826 kam der Ort wiederum zum Herzogtum Sachsen-Altenburg. Nach der Verwaltungsreform im Herzogtum gehörte Pöschwitz bezüglich der Verwaltung zum Ostkreis (bis 1900) bzw. zum Landratsamt Altenburg (ab 1900). Das Dorf gehörte ab 1918 zum Freistaat Sachsen-Altenburg, der 1920 im Land Thüringen aufging. 1922 kam es zum Landkreis Altenburg.
Am 1. Juli 1950 wurde Pöschwitz in Gerstenberg eingemeindet. Mit diesem kann Pöschwitz im Jahr 1952 zum Kreis Altenburg im Bezirk Leipzig. 1990 wurde Pöschwitz mit dem Landkreis Altenburg wieder thüringisch. Seit 1994 liegt der Ort im Landkreis Altenburger Land. 2012 wohnen 80 Personen im Ortsteil.